# Ida Hodell
Ida Fredrika Johanna Hodell, född 1 november 1859 i Hedvig Eleonora församling, Stockholm, död på samma plats 19 december 1891, var en svensk skådespelare. 

## Biografi
Hodell föddes av okända föräldrar, och blev fosterdotter till barnmorskan Sofi Dahlbom och hennes man bagarmästare Carl Hodell, och därigenom fostersyster till skådespelaren och författaren Frans Hodell, skådespelaren Anna Hodell och redaktör Julius Hodell. 
Hon var engagerad vid Dramaten som elev 1874–1878, varefter hon anställdes som skådespelare. 1881 följde hon med Frans Hedbergs teatersällskap till Göteborg och engagerades vid Stora teatern i Göteborg. Efter två år återvände hon till Stockholm och engagerades vid Södra teatern fram till 1891, då hon blev tvungen att säga upp sig på grund av sjukdom. 
Bland hennes roller kan nämnas Julie i Bérézinas ros, Anna Stina i Stockholm, Margaretha i Uppfostran Olga i Ungdom, Puck i En midsommarnattsdröm, Susanne i Sällskap där man har tråkigt, Blanche i Familjen Fourchambault, Agnes i Fruntimmersskolan, Louise i Snedsprång och Fanfan i Familjen Benoiton.

Hodell var mycket omtyckt både i Stockholm och Göteborg, i synnerhet inom ingenuefacket. Hon var 
| ”                                                  | en talang, där samvetsgrannheten, konstnärligheten och anspråkslösheten tillsammans bildade ett ovanligt sympatiskt helt, som alltid verkade anslående och ej sällan fullständigt eröfrade åskådaren. | „ |
| – Kungl. teatrarne under ett halft sekel 1860-1910 | |   |

Hon avled 1891 av tuberkulos och begravdes på annandag jul på Nya kyrkogården.

## Teater

### Roller (ej komplett)
| År   | Roll                               | Produktion                                             | Regi              | Teater                      |
| ---- | ---------------------------------- | ------------------------------------------------------ | ----------------- | --------------------------- |
| 1873 | Seth                               | Skådespelerskan Anne Charlotte Leffler                 |                   | Kungliga Dramatiska Teatern |
| 1874 | Waldemar, Sverges konung           | Karl Folkunge Lorentz Dietrichson                      |                   | Kungliga Dramatiska Teatern |
| 1875 | Anna                               | En Julgran Edvard Bäckström                            |                   | Kungliga Dramatiska Teatern |
| 1876 | Anna, 12 år                        | Pastors-Adjunkten Anne Charlotte Leffler               |                   | Kungliga Dramatiska Teatern |
| 1877 | Olof, 13 år                        | Samhällets Pelare Henrik Ibsen                         | Victor Hartman    | Kungliga Dramatiska Teatern |
| 1878 | Julie                              | Bérézinas ros Prosper Mérimée och Ernest Legouvé       |                   | Kungliga Dramatiska Teatern |
| 1878 | Evett                              | Blackson & Dotter Arthur Delavigne och Jacques Normand | Gustaf Fredrikson | Kungliga Dramatiska Teatern |
| 1878 | Blanche                            | Familjen Fourchambault Émile Augier                    | Gustaf Fredrikson | Kungliga Dramatiska Teatern |
| 1879 | Emma                               | Corrado Paolo Giacometti                               |                   | Kungliga Dramatiska Teatern |
| 1879 | Lisette, grefvinnans kammarjungfru | Markisinnans porträtter Octave Feuillet                |                   | Kungliga Dramatiska Teatern |
| 1880 | Julie                              | Fundinska mågen Johan Grönstedt                        |                   | Kungliga Dramatiska Teatern |
| 1880 | Marianne                           | Rolf Berndt Gustav Gans zu Putlitz                     |                   | Kungliga Dramatiska Teatern |
| 1881 | Gregory                            | Stora barn Edmond Gondinet och Paul de Nargaliers      |                   | Kungliga Dramatiska Teatern |
| 1881 | Olga                               | Ungdom                                                 |                   | Kungliga Dramatiska Teatern |
| 1887 | Lotta                              | Brodertvisten August von Kotzebue                      |                   | Djurgårdsteatern            |
| 1887 | Mary Grant                         | Kapten Grant och hans barn Jules Verne                 |                   | Djurgårdsteatern            |
| 1887 | Mia                                | Skärmytslingar Frans Hedberg                           |                   | Djurgårdsteatern            |
| 1887 | Margrethe                          | Jorden runt på 80 dagar Jules Verne                    |                   | Djurgårdsteatern            |
| 1887 | Marthe                             | Familjen Benoiton Victorien Sardou                     |                   | Djurgårdsteatern            |